# Štěrboholský potok
Štěrboholský potok je menší vodní tok v Pražské plošině, levostranný přítok Hostavického potoka protékající Štěrboholy, částí hlavního města Prahy. Délka toku měří 4,12 km.

## Průběh toku
Potok pramení v parku Hrušov při Kutnohorské ulici jižně od nákupního centra Europark ve Štěrboholích v nadmořské výšce 250 metrů. Potok sleduje severovýchodní směr, za parkem vstupuje do zástavby Štěrbohol, přičemž je v celé délce na tomto úseku zatrubněn. Za intravilánem Štěrbohol opětovně potok vytéká na povrch a teče kolem památníku bitvy z roku 1757 v rámci sedmileté války. Potok v poli severovýchodně od Štěrbohol podtéká Štěrboholskou spojku. Štěrboholský potok se v katastru Dolních Počernic za hranicí s Hostavicemi jihovýchodně od Jahodnice zleva vlévá do Hostavického potoka v nadmořské výšce 228 metrů.

## Galerie
- blízko ulice U Radiály
- mostek u památníku bitvy blízko ulice U Radiály